# „Tröstet, tröstet“, spricht der Herr
„Tröstet, tröstet“, spricht der Herr ist ein Adventslied, das der Hamburger Pastor Waldemar Rode (1903–1960) im Jahr 1937 dichtete.

## Inhalt

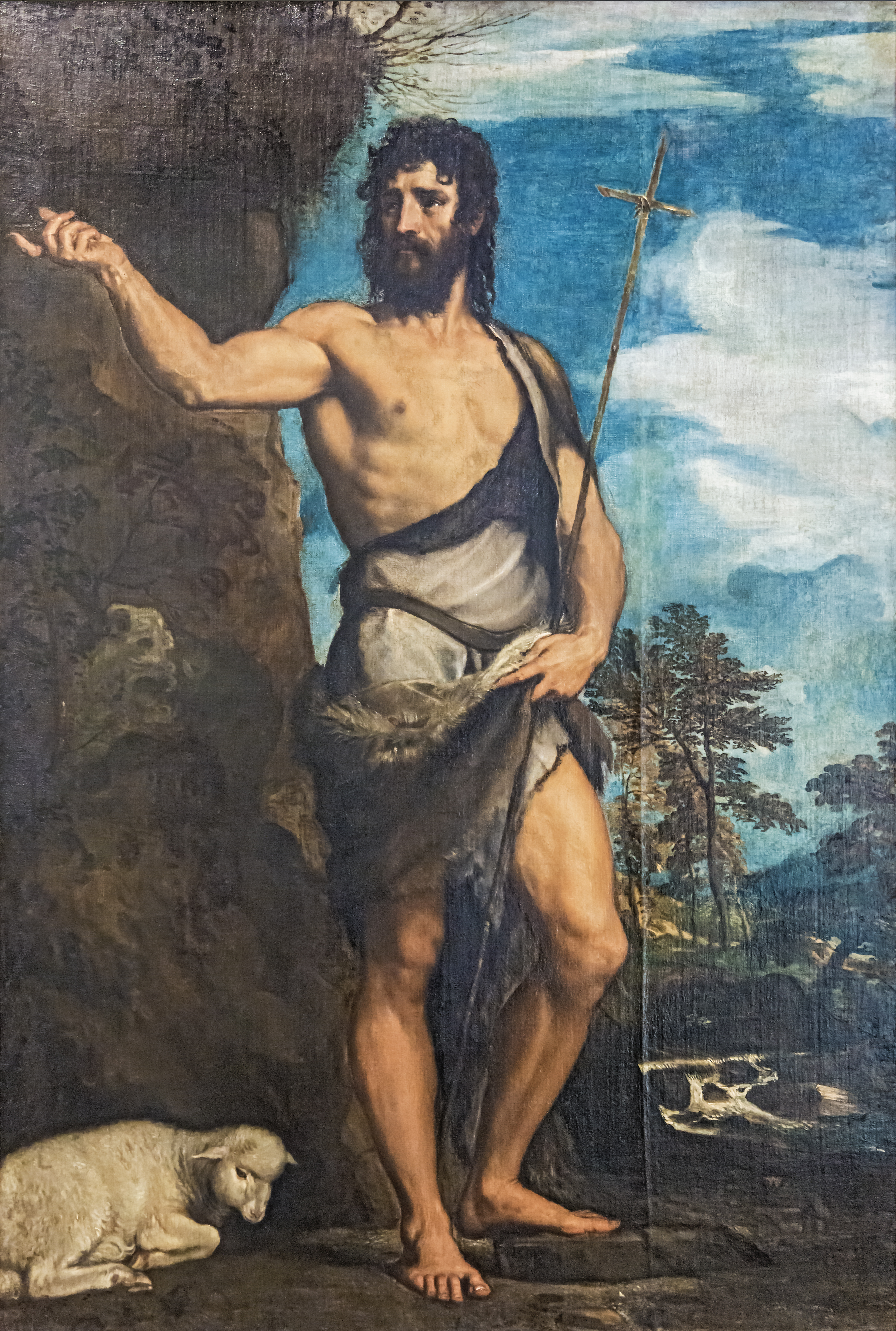
Tizian: Bußpredigt Johannes des Täufers

Das nach einer Adventspredigt entstandene in Paarreimen gestaltete sechsstrophige Lied hält sich eng an das biblische Verheißungswort im Prolog des Deuterojesaja (Jes 40,1–10 ). Die intensivierende Doppelung der Eingangsaufforderung („Tröstet, tröstet“) des Bibeltextes wird variierend allen Strophen vorangesetzt. Das Lied interpretiert die alttestamentliche Weissagung christologisch, wie aus der deutlichen Hinzufügung in der 1. Strophe hervorgeht. Ebenso übernimmt die 3. Strophe die neutestamentliche Deutung auf den Bußruf des Johannes.
Rodes Text akzentuiert die Gemeinde als „zag“ (1 Z. 2) und „müde“ (2 Z. 2), die der Erscheinung des die Welt erhellenden Erlösers entgegenblickt.
Entfaltet werden die vier prophetischen Aufforderungen zum Trost (Str. 1–2), zur Wegbereitung (Str. 3–4), zur Predigt über die Vergänglichkeit des Fleisches (Str. 5) und zur Bereitung der Ankunft des Herrn (Str. 6).

## Melodie
Das Lied wurde 1938 von Hans Friedrich Micheelsen (1902–1973) vertont.

## Text
| Jesaja 40,1–10 | Lied |
| 1 Tröstet, tröstet mein Volk!, spricht euer Gott. 2 Redet mit Jerusalem freundlich und predigt ihr, dass ihre Knechtschaft ein Ende hat, dass ihre Schuld vergeben ist; denn sie hat doppelte Strafe empfangen von der Hand des HERRN für alle ihre Sünden. 3 Es ruft eine Stimme: In der Wüste bereitet dem HERRN den Weg, macht in der Steppe eine ebene Bahn unserm Gott! 4 Alle Täler sollen erhöht werden, und alle Berge und Hügel sollen erniedrigt werden, und was uneben ist, soll gerade, und was hügelig ist, soll eben werden; 5 denn die Herrlichkeit des HERRN soll offenbart werden, und alles Fleisch miteinander wird es sehen; denn des HERRN Mund hat’s geredet. 6 Es spricht eine Stimme: Predige!, und ich sprach: Was soll ich predigen? Alles Fleisch ist Gras, und alle seine Güte ist wie eine Blume auf dem Felde. 7 Das Gras verdorrt, die Blume verwelkt; denn des HERRN Odem bläst darein. Ja, Gras ist das Volk! 8 Das Gras verdorrt, die Blume verwelkt, aber das Wort unseres Gottes bleibt ewiglich. 9 Zion, du Freudenbotin, steig auf einen hohen Berg; Jerusalem, du Freudenbotin, erhebe deine Stimme mit Macht; erhebe sie und fürchte dich nicht! Sage den Städten Judas: Siehe, da ist euer Gott; 10 siehe, da ist Gott der HERR! Er kommt gewaltig, und sein Arm wird herrschen. Siehe, was er gewann, ist bei ihm, und was er sich erwarb, geht vor ihm her. | 1. »Tröstet, tröstet«, spricht der Herr, »mein Volk, daß es nicht zage mehr.« Der Sünde Last, des Todes Fron nimmt von euch Christus, Gottes Sohn. 2. Freundlich, freundlich rede du und sprich dem müden Volke zu: »Die Qual ist um, der Knecht ist frei, all Missetat vergeben sei.« 3. Ebnet, ebnet Gott die Bahn, bei Tal und Hügel fanget an. Die Stimme ruft: »Tut Buße gleich, denn nah ist euch das Himmelreich.« 4. Sehet, sehet, alle Welt die Herrlichkeit des Herrn erhellt. Die Zeit ist hier, es schlägt die Stund, geredet hat es Gottes Mund. 5. Alles, alles Fleisch ist Gras, die Blüte sein wird bleich und blaß. Das Gras verdorrt, das Fleisch verblich, doch Gottes Wort bleibt ewiglich. 6. Hebe deine Stimme, sprich mit Macht, daß niemand fürchte sich. Es kommt der Herr, eu’r Gott ist da und herrscht gewaltig fern und nah. |

Das Lied findet sich im Evangelischen Gesangbuch (EG 15) und im Mennonitischen Gesangbuch (MG 247).